# 北京鹫峰国家森林公园
北京鹫峰国家森林公园，位于中華人民共和國北京市海淀區的一个國家森林公園，是在北京林业大学实验林场基础上建立的旅游景区，同时也是一个以教学实习、科研、科普、旅游为一体的综合型实验林场。

## 历史
北京林业大学实验林场成立于1958年，为北京市由中央部委下属单位管理的国有林场。1992年，鹫峰森林公园经林业部批准成立。鹫峰森林公园坐落于北京海淀区大西山风景区中部，位于北清路的西尽头，距颐和园18公里、距中关村高科技园2公里，是离京城最近的国家森林公园之一。原名秀峰，因高465公尺的主峰形似雄鹫，因此俗名鹫峰；另说远望鹫峰，相对而立的两座山峰形似振翅欲飞的鹫鸟而得名。2003年，鹫峰森林公园被中国森林风景资源评价委员会评定为国家级森林公园。2003年，被中国科学技术协会命名为“全国科普教育基地”。2009年，评为国家AAA级旅游景区。

## 地理
北林大实验林场位于北京市海淀区西北部苏家坨镇境内，部分辖区跨入门头沟区，面积775.12公顷。
林场境内山峦绵延，地形复杂，南连太行山，北接燕山，最低点海拔100米，鹫峰主峰海拔465米，最高峰萝芭地北尖为海淀区第二高峰，高1153米。该地区属暖温带气候，夏季炎热多雨，冬季寒冷干燥，年降水量为650—750mm，其中夏季占74%，年均气温12℃，≥10℃积温在4200℃左右，无霜期为190-200天。岩石层从低到高依次交错分布，主要有花岗岩、石灰岩、凝灰岩、砂岩及砾岩等。土壤主要发育在花岗岩、石灰岩、凝灰岩、砂岩等岩石风化形成的残积、坡积物母质上，海拔800m以下分布着淋溶褐土，海拔800m以上为棕壤。
公园森林覆盖率高达96.4%，林场范围内植物、昆虫资源丰富，共有陆地植物110科313属，含变种和变型在内共有684种；昆虫种类12目72科800余种。林场主要以天然次生林和人工林森林群落为主，主要的树种有油松、栓皮栎、侧柏和刺槐等。鹫峰公园中有300余棵千年古树，国家一级保护树木20多种，总保护树木株数上千株。园区内有北京最早的玉兰树、六人合抱的银杏树等古树。

## 林场管理
林区内共分为6个经营区，16个林班，142个小班。

## 旅游开发
公园共划分为鹫峰中心区、寨儿峪谷壑区和萝芭地山顶区三大旅游景区。
| 名称           | 介绍 | 信息来源    |
| -------------- | --- | ----------- |
| 鹫峰中心景区   | 主要以人文古迹和自然景观为主，景区内有中國地震學家自行修建的第一座地震觀測台——1929年在秀峰寺南侧建造的“鹫峰地震台”，以及辽代鹫峰山庄，明代天顺五年的普照寺、明代正德六年的秀峰寺、清朝咸丰九年的响塘庙等古迹，还有观音洞，千年登山古道等景点 | [ 6 ] [ 8 ] |
| 寨儿峪谷壑景区 | 主要景色包括人工营造的森林景观，奇石地貌和木本观花植物以及妙峰古香道，妙峰古香道是一条通往妙峰山娘娘庙烧香的主要香道，此外还有栎荫清趣、古茶棚、王母娘娘行宫、十八盘、杏林深处、众香朝拜等景观                                               | [ 6 ] [ 8 ] |
| 萝芭地高山景区 | 景区海拔高度在900米以上，是独特的高山盆地地貌，具有奇特的落叶松林和高山草甸景观。该区有六郎转塔、无暑清凉、五龙泉、松柏森森、空中乐园、四面云山、观景瞭望亭等14处景点                                                                        | [ 6 ] [ 8 ] |

## 教研服务
北京林业大学试验林场拥有丰富的植物、昆虫资源，具有独特小气候和土壤植被环境条件，北京林业大学在林场开展多个学科的教学实习和科学研究。在林场开展实习的课程主要包括森林培育学、生态学、林学概论、土壤学、测树学、水土保持学、自然地理学、土壤侵蚀原理、旅游景区规划、植物地理学等30余门。
此外，林场也为北京农业职业学院、北京农学院、北京中医药大学、首都师范大学、中国石油大学（北京）、北京建筑大学等院校提供教学实习等服务。同时，公园每年还开展面向中小学生的科普活动，让中小学生到公园学习植树育苗、生物多样性调查、采集制作标本等。

## 备注
1. ↑  也有资料称其为AA级[6]
2. ↑  根据2018年资料，经营总面积为833.3公顷（1.25万亩[9]），有林地面积606.7公顷[1]
3. ↑  一说为96.2%[6]
4. ↑  一说为金代古迹[6]